# Machaerus
Machaerus (Grieks: Μαχαιροῦς) was rond het begin van de gangbare jaartelling een fort aan de zuidgrens van Perea. Plinius de Oudere noemt Machaerus de belangrijkste Joodse vesting na Jeruzalem. Volgens Flavius Josephus is Johannes de Doper hier ter dood gebracht.
Het fort Machaerus was strategisch gelegen op een hoge rots met steile hellingen en diepe ravijnen aan de verschillende zijden. De rots biedt een weids uitzicht over het omliggende land. Bovendien had men vanaf Machaerus zich op de andere Herodiaanse forten en op Jeruzalem, zodat in geval van nood via vuursignalen snel waarschuwingen doorgegeven konden worden. De rots wordt tegenwoordig aangeduid als Qal`at al-Mishnaqa of Mukawir en ligt in Jordanië.
Een Byzantijnse bron uit later tijd maakt melding van een nederzetting Machaberos die op deze plek zou liggen. Bij opgravingen zijn inderdaad drie Byzantijnse kerkjes uit de 6e eeuw gevonden.

## Geschiedenis

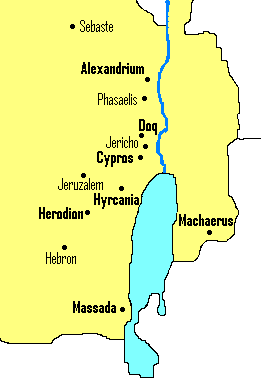
Forten van Herodes de Grote

Eigenlijk hebben op de plaats van Machaerus twee forten bestaan. Het eerste fort is gebouwd door de Hasmonese koning Alexander Janneüs, waarschijnlijk rond 90 v.Chr. Het fort diende ter bescherming van de grens met de Nabateeërs, op wie Alexander Janneüs het gebied van Perea veroverd had. De Hasmonese vorsten bewaarden in Machaerus (en in de forten Hyrcania en Alexandrium) hun kostbaarheden. In vermoedelijk 56 v.Chr. verwoestte Aulus Gabinius, de Romeinse legates van Pompeius, het fort echter in de nasleep van zijn campagne tegen Aristobulus II (de forten Hyrcania en Alexandrium ondergingen hetzelfde lot)..
Rond 30 v.Chr. herbouwde Herodes de Grote het fort, met dezelfde bedoelingen als die Alexander Janneüs er destijds mee had: de zuidgrens van Perea beschermen tegen de Nabateeërs. Na Herodes' dood kwam Machaerus in handen van Herodes Antipas, die hier verbleef in periodes dat hij in Perea was. Het was Herodes Antipas die Johannes de Doper in Machaerus ter dood liet brengen.
Aan het begin van de Joodse Opstand wisten de Zeloten het fort in bezit te krijgen (66 na Chr.). Nog geruime tijd na de inname van Jeruzalem in 70 wisten de Zeloten hier stand te houden tegen de Romeinse overmacht. Toen 72 de Romeinse legatus Lucilius Bassus, de aanvoerder van het Legio X Fretensis, na zijn verovering van Herodion het beleg om Machaerus sloeg en een van de ravijnen vulde met aarde, waardoor het fort bereikbaar werd, zagen de Zeloten zich uiteindelijk gedwongen zich alsnog over te geven. Op Bassus' bevel werd het fort Machaerus verwoest, om te voorkomen dat zich hier opnieuw opstandelingen zouden verzamelen. Alleen het fort Massada hield in de Joodse Opstand langer stand tegen de Romeinen.

## Opgravingen

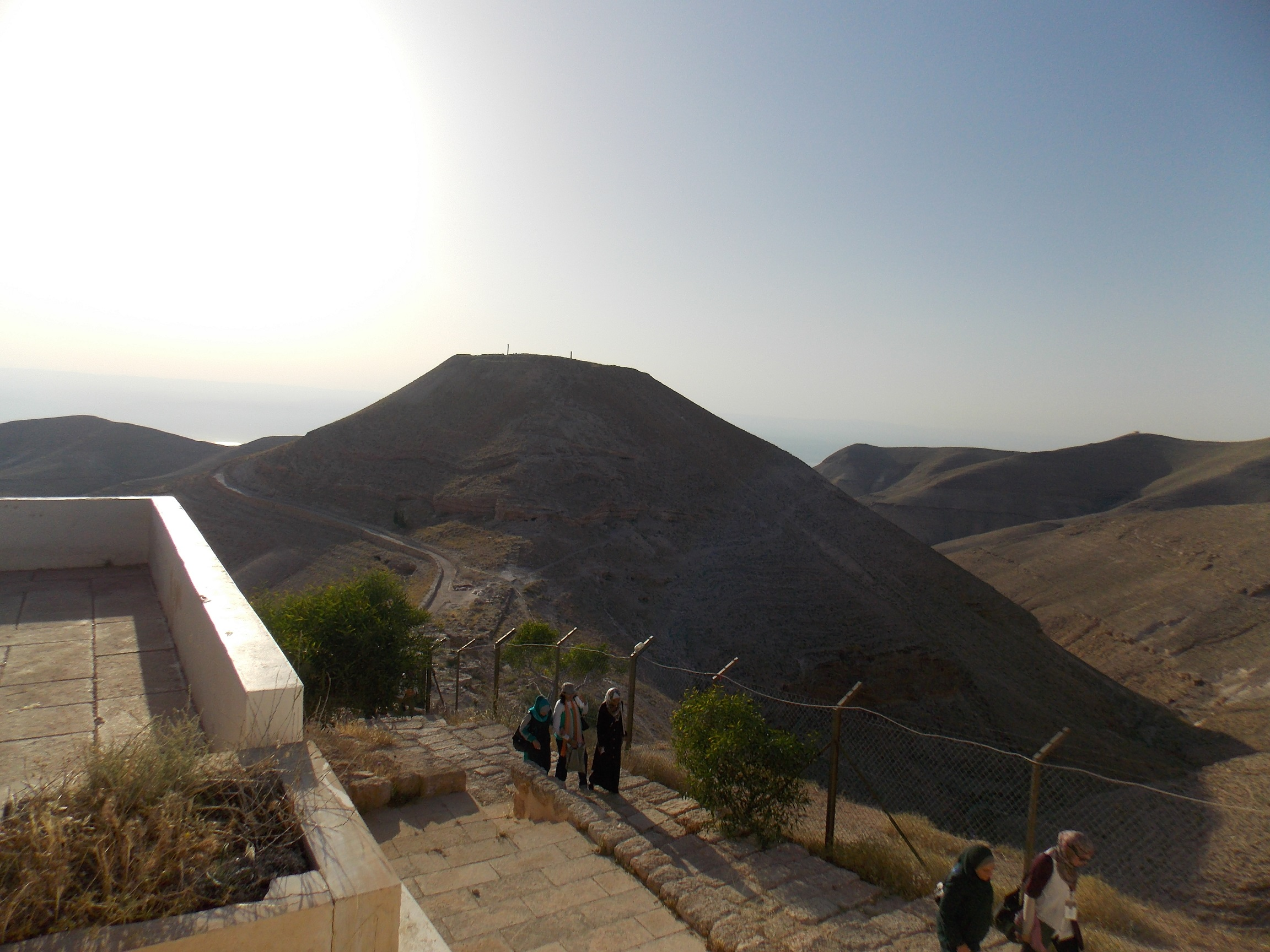
Foto genomen vanaf de locatie van Machaerus, met uitzicht op het aquaduct

Hoewel in de negentiende en het begin van de twintigste eeuw verschillende archeologen korte tijd onderzoek hebben gedaan op Machaerus, zijn pas vanaf 1968 enkele meer systematische opgravingen verricht, achtereenvolgens door een Amerikaans team onder leiding van Jerry Vardaman (6-26 juni 1968), een Italiaans franciscaans team onder leiding van Virgilio Corbo (1978-1981), een Italiaans fransiscaans team onder leiding van Michele Piccirillo (1992-1993) en een Hongaars team onder leiding van Győző Vörös (vanaf 2009). Daarnaast werd in 2000 bij toeval (in verband met de aanleg van een weg) een grafveld uit de Herodiaanse periode ontdekt bij Machaerus. 
Machaerus bestond uit een 'benedenstad' en een citadel. De benedenstad was gelegen aan de bovenzijde van de noordelijke helling. Aanvankelijk waren de opgravingen vooral gericht op het blootleggen van de citadel, pas tijdens de Hongaarse expeditie is er meer aandacht voor de benedenstad gekomen. De benedenstad was ommuurd en voorzien van twee verdedigingstorens.
De door Herodes gebouwde citadel ('bovenstad') lag op de top van de heuvel. Deze genoot niet alleen bescherming van de benedenstad, maar was ook zelf ommuurd en voorzien van vier torens. De gegevens die uit de opgravingen over Machaerus naar voren komen, blijken Josephus' beschrijving van het fort grotendeels te bevestigen, maar maken wel duidelijk dat Josephus overdrijft op het punt van de onneembaarheid van de vesting en de pracht ervan. In de Hasmonese periode bestond de citadel voornamelijk uit een binnenplaats, met in het midden toegang tot de wateropslag en een mikwe. Aan de rand van de binnenplaats bevonden zich enkele vertrekken.
In de Herodiaanse periode werd de citadel behoorlijk uitgebreid, hoewel de omvang nog steeds niet veel groter was dan die van een relatief kleine Romeinse villa. Het hart van de citadel werd in deze periode gevormd door een met Dorische zuilen omgeven binnenplaats met uitzicht over de Dode Zee richting de westelijke Jordaanoever. Op de binnenplaats stond ook de koninklijke troon, gesitueerd in een apsis. Daarnaast waren er aangelegde tuinen, een grote hoeveelheid voorraadopslagplaatsen, een badhuis in Romeinse stijl met prachtige mozaïekdecoratie in Herodiaanse stijl, een triclinium (eveneens gedecoreerd met mozaïekwerk), en ontvangst- en woonvertrekken. Er werd een nieuwe mikwe aangelegd, grenzend aan het triclinium. Naast de mozaïekdecoraties zijn ook restanten van fresco's gevonden in kleurstellingen die passen bij die van andere Herodiaanse paleizen, en resten van roodgekleurde dakpannen uit de Herodiaanse periode.
Een 15 meter hoog viaduct (dat tevens dienstdeed als aquaduct) bood toegang tot de citadel. Een tweede, lager gelegen aquaduct bood geen toegang tot de citadel, maar vormde wel een extra watervoorziening. Onder de citadel, uitgehakt in de rots, bevond zich een gepleisterde wateropslag. In de Hasmonese periode kon hier 110.000 liter water worden opgeslagen. In de Herodiaanse periode is de wateropslag zodanig uitgebreid dat deze 380.000 liter kon bevatten.
Het paleis in de citadel beslaat een oppervlakte van zo'n 4000 m2 en wordt door een lange noord-zuid gang in twee vleugels verdeeld. Binnen de muren van het paleis bevinden zich enkele warmwaterbronnen en een groot triclinium met een oppervlakte van zo'n 238 m2. In grote waterbekkens werd regenwater opgevangen. Enkele waterbekkens waren versierd met zuilen in Ionische en Dorische stijl
Uit de opgravingen blijkt bovendien dat tijdens de Joodse Opstand de citadel op provisorische wijze verder werd versterkt met (niet al te stevige) muren. Ook zijn er ovens uit deze periode aangetroffen.